# Biểu tình chống chính phủ tại Myanmar 2007
Những làn sóng biểu tình đã diễn ra tại Myanmar (Miến Điện) từ ngày 15 tháng 8 đến 23 tháng 9 năm 2007. Những cuộc biểu tình đầu tiên, lãnh đạo bởi các sinh viên và lãnh tụ đối lập đã bị dập tắt nhanh chóng bởi chính phủ quân phiệt, Tuy nhiên, từ ngày 18 tháng 9, biểu tình lại nổ ra rầm rộ với sự tham gia của hàng vạn sư sãi và dân chúng với mục đích lật đổ chế độ quân sự của tướng Than Shwe. Những diễn biến này được giới truyền thông gọi là Cách mạng màu nghệ tây hay Cách mạng nâu và Cách mạng cà sa.

## Vai trò của Trung Quốc
Tờ Sunday Times có bài viết bình luận về vấn đề này, cho rằng có sự giúp đỡ của Trung Quốc trong việc trấn áp biểu tình, tuy nhiên vẫn chưa có những chứng cớ xác thực.
Trung Quốc có vai trò to lớn trong việc hỗ trợ chính phủ quân phiệt Miến Điện tồn tại cũng như trấn áp biểu tình đòi dân chủ bằng cách xuất khẩu phương pháp chống biểu tình theo kiểu Quân Giải phóng Nhân dân Trung Hoa và công an Trung Quốc cho Miến Điện đồng thời cung cấp và huấn luyện sử dụng súng tự động bắn đạn bọc cao su, dụng cụ hơi cay, phương tiện liên lạc và các hóa chất khác chuyên dùng để kiểm soát đám đông nhằm giữ vững sự thống trị "thị trường địa ốc tại các đô thị Miến Điện, khai thác tàn bạo rừng xanh, đào các mỏ đá quý, khoáng sản, xây đường sá, sân bay, cầu cảng để phục vụ cơn đói nhiên liệu và nhu cầu kinh doanh của Trung Quốc".